# Đặng Chiêm
Tiến sĩ Đặng Chiêm sinh 1428, không rõ năm mất. Ông thuộc dòng dõi Đặng Dung đời Hậu Trần, quê huyện Thiên Lộc, tỉnh Hà Tỉnh, nay là huyện Can Lộc, tỉnh Hà Tĩnh, sau dời ra ở xã Mạc Bồ, huyện Sơn Vi, phủ Lâm Thao, tỉnh Phú Thọ.
Ông đỗ Nhị giáp tiến sĩ khoa thi Quý Dậu 1453. Đặng Chiêm làm đến Thừa Chính sứ ti Tham nghị ở đất Hóa Châu. Ông có dâng sớ điều trần 5 việc:
1. Tăng cường phòng thủ cửa bể Tư Dung (nay là cửa Tư Hiền tỉnh Thừa Thiên).
2. Lấp Nhuyễn hải khẩu (nay là cửa Thuận An ở Thừa Thiên).
3. Mở cửa bể Liên Cừ (nay thuộc xã Thủy Liên, huyện Lệ Thủy, tỉnh Quảng Bình).
4. Bãi bỏ chức Nguyên đầu thuế sứ vì không ích lợi và hao tốn công quỹ.
5. Chiêu tập những người lưu lạc để đưa vào khai khẩn ruộng hoang ở châu Bố Chính (Quảng Bình).
Ông hết lòng mưu phúc lợi cho dân cho nước, được sĩ phu trọng vọng.
Con là Đặng Minh Khiêm nổi tiếng thơ văn đương thời, làm đến Thượng thư Bộ Lễ